# Lögda
Lögda (sydsamiska: Läksjoe) är en by i Fredrika distrikt (Fredrika socken) i Åsele kommun i Västerbottens län (Lappland). Byn ligger strax väster om Lögdasjön i Lögdeälven.

## Historia
Nybygget Lögda eller Lögdträsk upptogs 1762 av samen Bryngel Larsson och Elisabet Pålsdotter på Lögda lappskatteland, som innehades av Bryngels far. Snart tog även brodern Per Larsson upp ett nybygge på platsen. De första gårdarna låg på Åkernäset vid Lögdasjön, men läget var frostlänet och efter sju år flyttades byn till sin nuvarande plats uppe på liden. 
När ytterligare en by med namnet Lögda anlades vid Lögdeälven fyra mil längre uppströms fick den så småningom heta Lillögda. Den gamla byn har ibland kallats för Storlögda men heter idag bara Lögda.
Bryngel Larsson och hans hustru blev upphov till den så kallade Bryngelssläkten, en släkt med ett stort antal avkomlingar i södra Lappland.